# ژاک فرانسوا
ژاک فرانسوا (فرانسوی: Jacques François‎؛ ۱۶ مهٔ ۱۹۲۰ – ۲۵ نوامبر ۲۰۰۳) هنرپیشه اهل کشور فرانسه بود.

## قسمتی از فیلم‌شناسی
- مسافران ۲
- سه تفنگدار
- روز شغال
- ستاره قطبی
- اسباب‌بازی
- بازیگران
- به سوی پاریس با عشق
- هفت روز در ژانویه
- وقتی حرف می‌زنی دهنت رو ببند!
- هدیه